# Revelles
Revelles är en kommun i departementet Somme i regionen Hauts-de-France i norra Frankrike. Kommunen ligger i kantonen Molliens-Dreuil som tillhör arrondissementet Amiens. År 2022 hade Revelles 518 invånare.

## Befolkningsutveckling
Antalet invånare i kommunen Revelles
| Referens: INSEE |